# Episodi di Una serie di sfortunati eventi (terza stagione)
La terza e ultima stagione della serie televisiva Una serie di sfortunati eventi, composta da 7 episodi, è stata interamente pubblicata il 1º gennaio 2019, sul servizio di video on demand Netflix, in tutti i paesi in cui il servizio è disponibile.
La terza stagione comprende i restanti quattro romanzi della serie Una serie di sfortunati eventi.
| nº | Titolo originale              | Titolo italiano                | Pubblicazione USA | Pubblicazione Italia |
| -- | ----------------------------- | ------------------------------ | ----------------- | -------------------- |
| 1  | The Slippery Slope: Part 1    | La scivolosa scarpata: Parte 1 | 1º gennaio 2019   | 1º gennaio 2019      |
| 2  | The Slippery Slope: Part 2    | La scivolosa scarpata: Parte 2 | 1º gennaio 2019   | 1º gennaio 2019      |
| 3  | The Grim Grotto: Part 1       | L'atro antro: Parte 1          | 1º gennaio 2019   | 1º gennaio 2019      |
| 4  | The Grim Grotto: Part 2       | L'atro antro: Parte 2          | 1º gennaio 2019   | 1º gennaio 2019      |
| 5  | The Penultimate Peril: Part 1 | Il penultimo pericolo: Parte 1 | 1º gennaio 2019   | 1º gennaio 2019      |
| 6  | The Penultimate Peril: Part 2 | Il penultimo pericolo: Parte 2 | 1º gennaio 2019   | 1º gennaio 2019      |
| 7  | The End                       | La fine                        | 1º gennaio 2019   | 1º gennaio 2019      |

## La scivolosa scarpata: parte 1
- Titolo originale: The Slippery Slope: Part 1
- Diretto da: Jonathan Teplitzky
- Scritto da: Daniel Handler

### Trama
Violet e Klaus fuggono dalla carovana fuori controllo usando uno scivolo improvvisato. Sfuggendo ai moscerini della neve, cercano rifugio in una grotta sui Monti di Manomorta con gli Scout delle Nevi, dove incontrano Cramelita Ghette. Con l'aiuto di uno scout che si rivela essere Quigley Pantano sotto mentite spoglie, i Baudelaire scoprono la deviazione della fiamma verticale che porta al quartier generale V.F. sul fianco della montagna, ma è già bruciato. Nel frattempo, la troupe del conte Olaf e Sunny imprigionata si accampano sulla cima del Monte. Sunny vince la simpatia di molti membri della troupe di Olaf, in particolare l'Uomo dalle mani uncinate, che è diventato disilluso da Olaf e dalle sue stesse decisioni di vita e ha sviluppato un legame stretto con l'orfana. Altrove in montagna, una Snicket incinta (in possesso della zuccheriera) è inseguita dall'Uomo con la barba ma senza capelli e dalla donna con i capelli ma senza barba, che si rivela essere il mentore del conte Olaf. Kit fugge, ma perde la zuccheriera nel torrente Stricken e si imbatte in uno smarrito Signor Poe. Dopo aver ucciso i fanatici del carnevale, l'Uomo e la Donna incontrano Olaf e lo rimproverano per la sua ossessione per i Baudelaires, dicendo che ha bisogno di vedere il quadro più grande.
- Durata: 43 minuti

## La scivolosa scarpata: parte 2
- Titolo originale: The Slippery Slope: Part 2
- Diretto da: Jonathan Teplitzky
- Scritto da: Daniel Handler

### Trama
Violet e Quigley si preparano a salvare Sunny mentre Klaus cerca informazioni nel quartier generale della VFD. Decifra un messaggio: una persona chiamata JS sta radunando tutti i membri sopravvissuti della V.F. all'ultimo posto sicuro giovedì. Sunny usa un dispositivo infiammabile verdeggiante per segnalare ai suoi fratelli. Violet e Quigley scalano il Monte e raggiungono Sunny, ma lei li convince a lasciarla per rimanere a fare la spia. Violet, Klaus e Quigley intrappolano Esmé per scambiarla con Sunny. Sotto la pressione dell'Uomo e della Donna, il Conte Olaf ordina alla sua troupe di gettare la gabbia di Sunny lungo la montagna, ma tutti tranne l'Uomo dalle mani uncinate lo rifiutano e lo abbandonano. L'uomo uncinato finge di uccidere Sunny, che è già scappato usando il grimaldello di Violet. I mentori di Olaf rapiscono gli Scout delle Nevi con le aquile, con l'intenzione di uccidere i loro genitori, indottrinare gli Scout e guadagnare la loro fortuna. Carmelita si unisce a Olaf ed Esmé mentre i Baudelaires e Quigley scappano giù per il pendio tramite la slitta. Quigley viene catturato da un ramo mentre i Baudelaires si estendono verso l'oceano e finiscono in cima al sottomarino Queequeg . Nel frattempo, Kit e il Signor Poe tornano in città per scoprire diversi incendi in seguito ai piani dell'Uomo e della Donna.
- Durata: 44 minuti

## L'atro antro: parte 1
- Titolo originale: The Grim Grotto: Part 1
- Diretto da: Liza Johnson
- Scritto da: Joshua Conkel

### Trama
Fiona Controsenso dà il benvenuto ai Baudelaire a bordo del Queequeg dove si riuniscono con Phil, il cuoco del sottomarino. Fiona sta cercando il suo patrigno, il capitano Controsenso e la zuccheriera. In cerca di inseguimenti, Olaf, Esmé, Carmelita e l'Uomo dalle mani uncinate si pongono come una famiglia per affittare un sottomarino a forma di polpo pagato dall'Uomo con la barba ma senza capelli e la donna con capelli ma senza barba. Klaus usa le correnti oceaniche per rintracciare la zuccheriera fino alla grotta di Gorgonian, situata vicino all'Acquario Anwhistle. Fiona si dirige lì, avvertendoli del Micelium Medusoide, un fungo altamente velenoso. Dopo un incontro con un mostro marino gigante invisibilechiamato il Grande Ignoto, vengono catturati dal sottomarino di Olaf. Fiona si nasconde dopo aver inoltrato un SOS a VFD; Kit riceve il messaggio e invia Quigley per incontrarli. Olaf costringe i Baudelaire a tuffarsi nella grotta e recuperare la zuccheriera. Lì, i bambini entrano nei laboratori abbandonati dell'Acquario Anwhistle e vedono Quigley che li aspetta in superficie, dopo aver già recuperato la zuccheriera. Il Micelium Medusoide inizia a crescere rapidamente, costringendo i bambini a tornare al Queequeg , dove scoprono che la muta da sub Sunny è stata contaminata dal fungo, avvelenandola.
- Durata: 43 minuti

## L'atro antro: parte 2
- Titolo originale: The Grim Grotto: Part 2
- Diretto da: Liza Johnson
- Scritto da: Sigrid Gilmer

### Trama
Nonostante l'avvelenamento di Sunny, Olaf mette i Baudelaire nel suo brigantino. L'uomo dalle mani uncinate li aiuta a fuggire. Ritornando al Queequeg , Violet, Klaus e Fiona determinano che l'antidoto per il Micelium Medusoide è rafano, ma non ce n'è a bordo; Sunny suggerisce un sostituto, wasabi, che la cura. Violet presenta l'elmetto contaminato sigillato di Sunny a Fiona per futuri studi e Fiona ottiene un messaggio in codice che rivela l'ultimo posto sicuro per V.F.: l'Hotel Climax. L'uomo dalle mani uncinate rivela di essere il fratello di Fiona e il suo nome è Fernald, responsabile di aver bruciato l'Acquario Anwhistle per paura che V.F. potesse usare il Micelium Medusoide come arma. Sono messi alle strette da Olaf, ma Fiona permette ai Baudelaires di fuggire nel Queequeg offrendo ad Olaf il casco. Dopo un incontro con il Grande Ignoto, i Baudelaire tornano a Spiaggia Salmastra, dove il Signor Poe si offre di aiutare a cancellare i loro nomi. Tuttavia, i bambini rifiutano la sua assistenza mentre Kit Snicket arriva in taxi, promettendo loro risposte; si affrettano verso l'Hotel Cimax. Quigley dà la zuccheriera a uno stormo di corvi. Fernald è costretto a rivelare l'ultimo posto sicuro a Olaf e lui e Fiona sono imprigionati, ma iniziano la loro fuga.
- Durata: 35 minuti

## Il penultimo pericolo: parte 1
- Titolo originale: The Penultimate Peril: Part 1
- Diretto da: Barry Sonnenfeld
- Scritto da: Joe Tracz

### Trama
All'Hotel Climax, Kit avverte i Baudelaire di cattivi che si infiltrano nei V.F. e chiede loro di segnalarle se l'hotel non è sicuro per l'incontro di giovedì. All'interno, i bambini incontrano Frank ed Ernest Climax, fratelli gemelli che co-gestiscono l'hotel, e scorgono Olaf, Esmé e Carmelita travestiti da famiglia. Si allontanano di soppiatto da soli, ognuno dei quali sembra aiutare Frank o Ernest a prepararsi a recuperare la zuccheriera trasportata da un corvo. Il misterioso JS che ha riunito V.F. si rivela essere il Giudice Strauss (Justice Strauss), che ha raccolto informazioni per incriminare Olaf. Quando i Baudelaire confrontano le loro storie, determinano che deve esserci un terzo fratello Climax e scoprono Dewey Climax, che gestisce la sotto-sotto-biblioteca di informazioni V.F. nell'hotel. I bambini vengono confrontati da Olaf con una pistola arpionatrice, ma proteggono Dewey e inducono Olaf a rompere con Esmé. Un Olaf sconfitto consegna la pistola ai Baudelaires, ma la fa cadere inavvertitamente quando appare il signor Poe e spara, impalando Dewey. Lemony Snicket, spinto da sua sorella Kit, arriva in hotel per aiutare i Baudelaires.
- Durata: 55 minuti

## Il penultimo pericolo: parte 2
- Titolo originale: The Penultimate Peril: Part 2
- Diretto da: Barry Sonnenfeld
- Scritto da: Joe Tracz

### Trama
L'origine dello scisma è mostrata nei flashback: durante il furto originale della zuccheriera di Esmé, Beatrice uccise accidentalmente il padre di Olaf, mentre Lemony, innamorato di Beatrice, si prese la colpa di entrambi i crimini e fuggì.
Nel presente, Lemony Snicket si offre di aiutare i bambini a fuggire, ma decidono di restare e di mettere Olaf dietro le sbarre quando giunge sulla scena il Giudice Strauss. Quest'ultima sovrintende a un processo bendato per dimostrare che i Baudelaire sono innocenti dell'uccisione di Dewey e trovano Olaf colpevole dei suoi crimini, ma Olaf ribalta il processo e gli Alti Giudici si rivelano essere l'uomo con la barba ma senza capelli e la donna con i capelli ma senza barba, che dichiarano i bambini colpevoli. Nella confusione, Olaf rapisce il Giudice Strauss e, incapace di trovare la zuccheriera, dà fuoco all'hotel (dopo che Sunny suggerisce di farlo). Fuggendo sul tetto, Olaf recupera il campione di Micelium Medusoide e costringe i bambini ad aiutarlo a fuggire. I Baudelaire avvertono i padroni del crescente fuoco; il Giudice Strauss li supplica di unirsi a lei in salvo, ma purtroppo si rifiutano. Olaf e i bambini scendono con una barca a vela nel mare vicino. Mentre gli ospiti fuggono dall'albergo in fiamme, arriva Lemony in preda al panico. Il Giudice Strauss spiega cosa è successo e gli dà una foto dei Baudelaire, con i quali inizia le sue indagini sul loro destino. 
- Durata: 52 minuti

## La fine
- Titolo originale: The End
- Diretto da: Bo Welch
- Scritto da: Daniel Handler e Joe Tracz

### Trama
Travolti da una tempesta, Olaf e i Baudelaire si ritrovano su un'isola remota. Olaf è incarcerato dal leader degli isolani, Ismaele, mentre i Baudelaire scoprono che i loro genitori avevano vissuto sull'isola una volta, tornando sulla terraferma prima della nascita di Violet. Ismaele rivela di aver fondato i V.F. ma si è stancato della battaglia senza fine. Kit arriva su una barca fatta di libri, travolta dalla tempesta mentre cercava di aiutare i Pantano. Olaf si libera e si maschera senza successo come Kit, ma Ismaele lo impala con una pistola arpionatrice, frantumando l'elmetto e infettando tutti con il Micelium Medusoide. Gli isolani partono alla ricerca di una fabbrica di rafano, mentre i Baudelaire scoprono che i loro genitori hanno modificato le mele dell'isola per fornire l'immunità dal fungo. Olaf salva inaspettatamente Kit, baciandola e recitando poesie prima di morire della sua ferita. Kit rivela che la zuccheriera contiene l'antidoto al Micelium Medusoide, che però rifiuta per proteggere il nascituro e muore dopo aver dato alla luce Beatrice. 
Dopo un anno sull'isola, i Baudelaires decidono di tornare sulla terraferma. 
Alcuni anni dopo, la giovane Beatrice incontra suo zio Lemony, che aveva tracciato il destino dei Baudelaire fino all'incendio dell'hotel e ha condiviso alcune delle loro avventure con lui mentre la telecamera mostra una vista satellitare della città, a forma di simbolo V.F. .
- Durata: 53 minuti